# David Seltzer

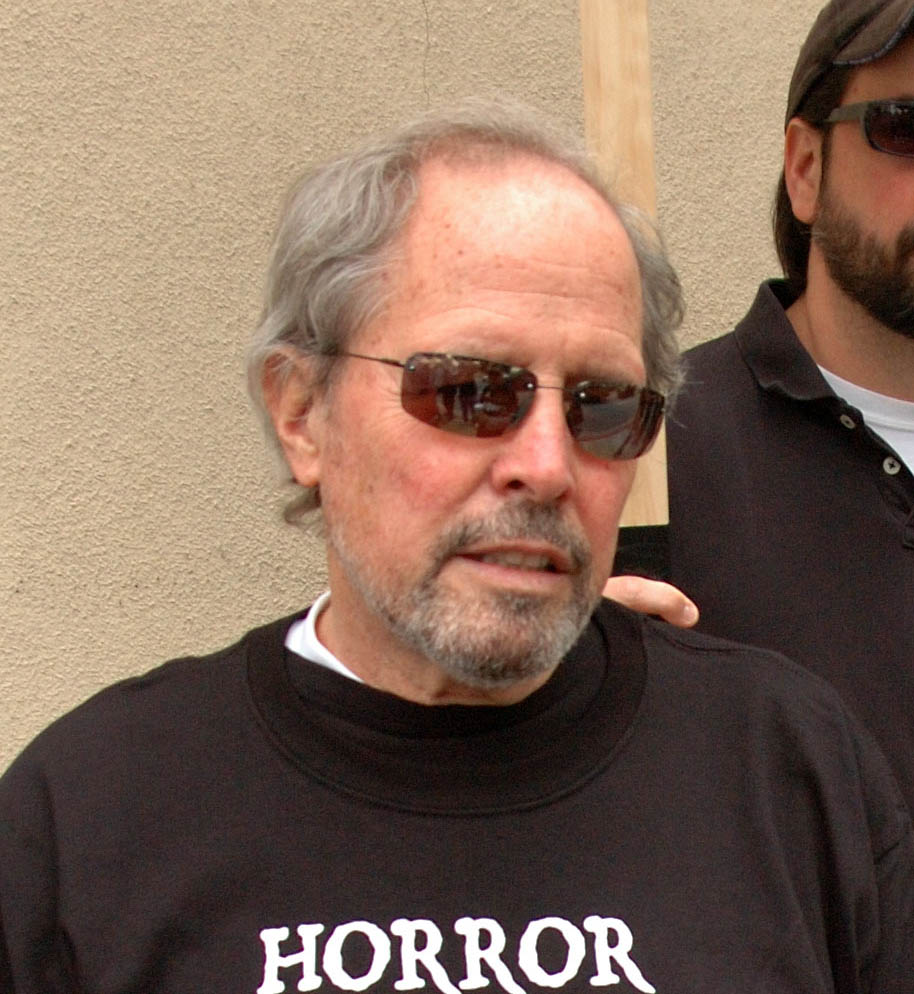
David Seltzer während des Streiks der WGA im Jahr 2007

David Seltzer (* 1940 in Highland Park, Illinois) ist ein US-amerikanischer Drehbuchautor, Filmproduzent und Filmregisseur. Bekannt wurde er als Verfasser des Drehbuchs von Das Omen.

## Leben
Seltzer schrieb außerdem die Drehbücher des Horrorfilms Prophezeiung, der Filmkomödie My Giant, der Tragikomödie Lucas, des Filmdramas Punchline – Der Knalleffekt und des Thrillers Wie ein Licht in dunkler Nacht. Bei den drei letzten war er auch Regisseur. Bei der Literaturverfilmung Charlie und die Schokoladenfabrik soll er 30 % des Drehbuches von Roald Dahl, der auch die Buchvorlage geschrieben hatte, umgeschrieben haben. Seltzer wird allerdings nicht in den Credits erwähnt.
Im Jahr 2002 gründete er mit Eric Kranzler, Guymon Casady, Suzan Bymel, Evelyn O’Neill und Daniel Rappaport das Talent- und Produktionsunternehmen Management 360.

## Auszeichnungen
1975 und 1977 gewann er den Humanitas-Preis jeweils in der Kategorie Prime Time TV 90 minute.
Für den Film Wie ein Licht in dunkler Nacht wurde er 1992 als schlechtester Regisseur mit der Goldenen Himbeere bedacht und mit demselben Film für das schlechteste Drehbuch nominiert.
Die Writers Guild of America zeichnete ihn 2012 für Cinema Verite aus und nominierte ihn 1977 und 1972 für The Omen und The Hellstrom Chronicle aus.

## Filmografie

### Als Regisseur
- 1986: Lucas
- 1988: Punchline – Der Knalleffekt (Punchline)
- 1992: Wie ein Licht in dunkler Nacht (Shining Through)
- 2001: Nobody’s Baby

### Als Drehbuchautor (Auswahl)
- 1971: Die Hellstrom-Chronik (The Hellstrom Chronicle) – Regie: Walon Green und Ed Spiegel
- 1971: Charlie und die Schokoladenfabrik (Willy Wonka & the Chocolate Factory) – Regie: Mel Stuart
- 1972: König, Dame, Bube (King, Queen, Knave) – Regie: Jerzy Skolimowski
- 1972: Mein Herz braucht Liebe (One is a lonely Number) – Regie: Mel Stuart
- 1975: Die Kehrseite der Medaille (The other Side of the Mountain) – Regie: Larry Peerce
- 1976: Das Omen (The Omen) – Regie: Richard Donner
- 1979: Prophezeiung (Prophecy) – Regie: John Frankenheimer
- 1982: Six Weeks – Regie: Tony Bill
- 1983: Table for Five – Regie: Robert Lieberman
- 1986: Lucas (auch Regie)
- 1988: Punchline – Der Knalleffekt (Punchline) (auch Regie)
- 1990: Ein Vogel auf dem Drahtseil (Bird on a Wire) – Regie: John Badham
- 1992: Wie ein Licht in dunkler Nacht (Shining Through) (auch Regie)
- 1998: Der Achtzehnte Engel (The Eighteenth Angel) – Regie: William Bindley
- 2001: Nobody’s Baby (auch Regie)
- 2002: Im Zeichen der Libelle (Dragonfly) – Regie: Tom Shadyac
- 2006: Das Omen (The Omen) – Regie: John Moore